# Fornilho
Fornilho (do espanhol hornillo) é um tipo de mina artesanal, composto por um recipiente cheio de um explosivo e de metralha, preparado para ser deflagrado à distância.